# Окуловка (станция)
Оку́ловка — узловая железнодорожная станция на главном ходу Октябрьской железной дороги (историческая Петербурго-Московская железная дорога) в городе Окуловка Новгородской области.
Единственная станция на Октябрьской железной дороге, которая граничит с двумя регионами дороги — Московским и Санкт-Петербургским.
Расстояние от станции Санкт-Петербург-Главный — 244 км, от станции Москва-Октябрьская — 400 км.
Названа по имени сельского населённого пункта, позднее ставшего городом.

К станции, помимо главного хода Санкт-Петербург — Москва, подходит однопутная неэлектрифицированная линия Окуловка — Неболчи.
От станции отправляются электропоезда на Бологое и Малую Вишеру (конечная для двух промежуточных электропоездов). Останавливаются некоторые поезда дальнего следования, в том числе Сапсан. Рядом с вокзалом находится автостанция (автобусы на Боровичи, Великий Новгород, Крестцы и др.).

## История
Станция II класса, была открыта 1 (13) ноября 1851 года под названием Окуловская, в составе Санкт-Петербурго-Московской железной дороги. Название станции происходит от близлежащей деревни Окуловка и было утверждено приказом МПС № 227 от 21 декабря 1850 года. После переименовании дороги 8 (20) сентября 1855 года, станция в составе Николаевской железной дороги, а в 1863 году получила официальное название в создаваемой сети железных дорог — Окуловка.

Первоначально на станции было построено типовое одноэтажное каменное здания вокзала (по проекту архитектора Желязевича Р. А.) с двумя каменными платформами, покрытые у пассажирского здания навесами. Также на станции построено круглое кирпичное паровозное депо на 22 секции (18 стойл для паровозов по 15 метров + 4 пути сквозные) с поворотным кругом 13,3 метра. В 1869—1872 годах на станции производились работы по удлинению 13 стойл в круглом депо, в 1875—1881 годах осуществлена постройка нового прямоугольного депо.

Согласно указу «об отчуждении земель для сооружения ширококолейной ветви от ст Окуловка Николаевской железной дороги до Окуловской писчебумажной фабрике В. И. Пасбурга . Утверждён 6 февраля 1910 года Николай», был устроен и открыт, 10 марта 1912 года, подъездной путь Окуловка — Поддубье, длиной 4 версты.

С 27 февраля 1923 года, после переименовании дороги, станция в составе Октябрьской железной дороги, приказом НКПС № 1028 от 20 августа 1929 года станция в составе Октябрьских железных дорог, с 1936 года станция в составе Октябрьской железной дороги.

В 1929 году подъездной путь Окуловка — Поддубье продлили до Любытино, на ветке были построены станции, превратив подъездной путь в линию общего пользования, а ст Окуловка в узловую. В 1930 году линия продлена до Шереховичи. В 1942 году для подвоза грузов в зону боевых действий железную дорогу продлили от ст Любытино до ст Неболчи.

Согласно тарифному руководству № 4 от 1965 года на станции производит работы по приёму и выдачи повагонных грузов, допускаемых к хранению на открытых площадках, хранению грузов повагонными и мелкими отправками, загружаемых целыми вагонами на подъездных путях и местах необщего пользования, приёму и выдачи повагонных грузов, допускаемых к хранению в крытых складах, приёму и выдачи грузов в универнсальных контейнерах МПС на станциях, а также продажа билетов на все пассажирские поезда, приём и выдача багажа. Согласно приказу Росжелдора № 57 от 24 февраля 2012 года приём и выдача багажа на станции не производится.

В 1971 году присвоен код ЕСР № 0637, 1975 году присвоен новый код ЕСР № 06370, с 1985 года новый код АСУЖТ (ЕСР) № 053703.
В 1982 году станции присвоен код Экспресс-2 № 20579, с 1994 года новый код Экспресс-3 № 2004579.
До 2003 года на станции существовал островной вокзал, построенный в 1840-х годах. По своей архитектуре вокзал был сходен с вокзалами на станциях Тверь и Малая Вишера.
Невзирая на историческую и архитектурную ценность, здание было снесено с целью спрямления главных путей ради удобства скоростного маршрута Санкт-Петербург — Москва.
В 2001—2004 годах функцию вокзала выполнял пассажирский вагон. В 2004 году было открыто новое здание вокзала, расположенное с северо-востока от путей. По состоянию на 2008 год, имеются 2 высокие платформы и 1 низкая платформа. Платформы островные, соединены пешеходным мостом через пути.

## Маршруты пригородного сообщения
- Малая Вишера — Окуловка (2 пары)
- Окуловка — Бологое (2 пары по будням)
- Окуловка — Неболчи (1 пара по средам)[12]

## Поезда дальнего следования
По состоянию на июль 2021 года через станцию курсируют следующие поезда дальнего следования:
| Круглогодичное обращение поездов   | Круглогодичное обращение поездов   | Круглогодичное обращение поездов   | Круглогодичное обращение поездов   |
| № поезда                           | Маршрут движения                   | № поезда                           | Маршрут движения                   |
| ---------------------------------- | ---------------------------------- | ---------------------------------- | ---------------------------------- |
| 15 «Арктика»                       | Мурманск — Москва                  | 16 «Арктика»                       | Москва — Мурманск                  |
| 23 «2-х этажный»                   | -                                  | 24 «2-х этажный»                   | Москва — Санкт-Петербург           |
| 33                                 | Таллин — Москва                    | 34                                 | -                                  |
| 35 «Северная Пальмира 2-х этажный» | Санкт-Петербург — Адлер            | 36 «Северная Пальмира 2-х этажный» | Адлер — Санкт-Петербург            |
| 41                                 | Великий Новгород — Нижний Новгород | 42                                 | Нижний Новгород — Великий Новгород |
| 43                                 | Санкт-Петербург — Новороссийск     | 44                                 | Новороссийск — Санкт-Петербург     |
| 45 «Текстильный Край»              | Санкт-Петербург — Иваново          | 46 «Текстильный Край»              | Иваново — Санкт-Петербург          |
| 49                                 | -                                  | 50                                 | Кисловодск — Санкт-Петербург       |
| 59 «Волга»                         | -                                  | 60 «Волга»                         | Нижний Новгород — Санкт-Петербург  |
| 81                                 | Санкт-Петербург — Белгород         | 82                                 | -                                  |
| 87                                 | -                                  | 88                                 | Смоленск — Санкт-Петербург         |
| 89                                 | Санкт-Петербург — Волгоград        | 90                                 | Волгоград — Санкт-Петербург        |
| 91                                 | Мурманск — Москва                  | 92                                 | Москва — Мурманск                  |
| 107 «Самара»                       | Санкт-Петербург — Самара           | 108 «Самара»                       | Самара — Санкт-Петербург           |
| 109                                | Санкт-Петербург — Астрахань        | 110                                | Астрахань — Санкт-Петербург        |
| 111                                | Санкт-Петербург — Воронеж          | 112                                | -                                  |
| 115                                | Санкт-Петербург — Адлер            | 116                                | Адлер — Санкт-Петербург            |
| 119                                | Санкт-Петербург — Белгород         | 120                                | Санкт-Петербург — Белгород         |
| 121                                | Санкт-Петербург — Владикавказ      | 122                                | Владикавказ — Санкт-Петербург      |
| 133 «Поволжье»                     | Санкт-Петербург — Казань           | 134 «Поволжье»                     | Казань — Санкт-Петербург           |
| 135                                | Санкт-Петербург — Махачкала        | 136                                | Махачкала — Санкт-Петербург        |
| 139                                | Санкт-Петербург — Брянск           | 140                                | Брянск — Санкт-Петербург           |
| 337                                | Санкт-Петербург — Самара           | 338                                | Самара — Санкт-Петербург           |
| 347                                | Санкт-Петербург — Уфа              | 348                                | Уфа — Санкт-Петербург              |
| 607                                | Санкт-Петербург — Ярославль        | 608                                | Ярославль — Санкт-Петербург        |
| 721 «Ласточка»                     | Санкт-Петербург — Бологое          | 722 «Ласточка»                     | Бологое — Санкт-Петербург          |
| 753 «Сапсан»                       | Санкт-Петербург — Москва           | 756 «Сапсан»                       | Москва — Санкт-Петербург           |
| 759 «Сапсан»                       | Санкт-Петербург — Москва           | 757 «Сапсан»                       | Нижний Новгород — Санкт-Петербург  |
| 767 «Сапсан»                       | Санкт-Петербург — Москва           | 768 «Сапсан»                       | Москва — Санкт-Петербург           |
| 771 «Сапсан»                       | Санкт-Петербург — Нижний Новгород  | 778 «Сапсан»                       | Москва — Санкт-Петербург           |
| 777 «Сапсан»                       | Санкт-Петербург — Москва           |                                    |                                    |

| Сезонное обращение поездов | Сезонное обращение поездов     | Сезонное обращение поездов | Сезонное обращение поездов     |
| № поезда                   | Маршрут движения               | № поезда                   | Маршрут движения               |
| -------------------------- | ------------------------------ | -------------------------- | ------------------------------ |
| 55                         | -                              | 56                         | Москва — Санкт-Петербург       |
| 189                        | Санкт-Петербург — Осташков     | 190                        | Осташков — Санкт-Петербург     |
| 209                        | Санкт-Петербург — Москва       | 210                        | -                              |
| 227                        | Санкт-Петербург — Новороссийск | 228                        | Новороссийск — Санкт-Петербург |
| 245                        | Санкт-Петербург — Ейск         | 246                        | Ейск — Санкт-Петербург         |
| 247                        | -                              | 248                        | Анапа — Санкт-Петербург        |
| 259                        | Санкт-Петербург — Анапа        | 260                        | -                              |
| 293                        | -                              | 294                        | Анапа — Мурманск               |

## Начальники станции

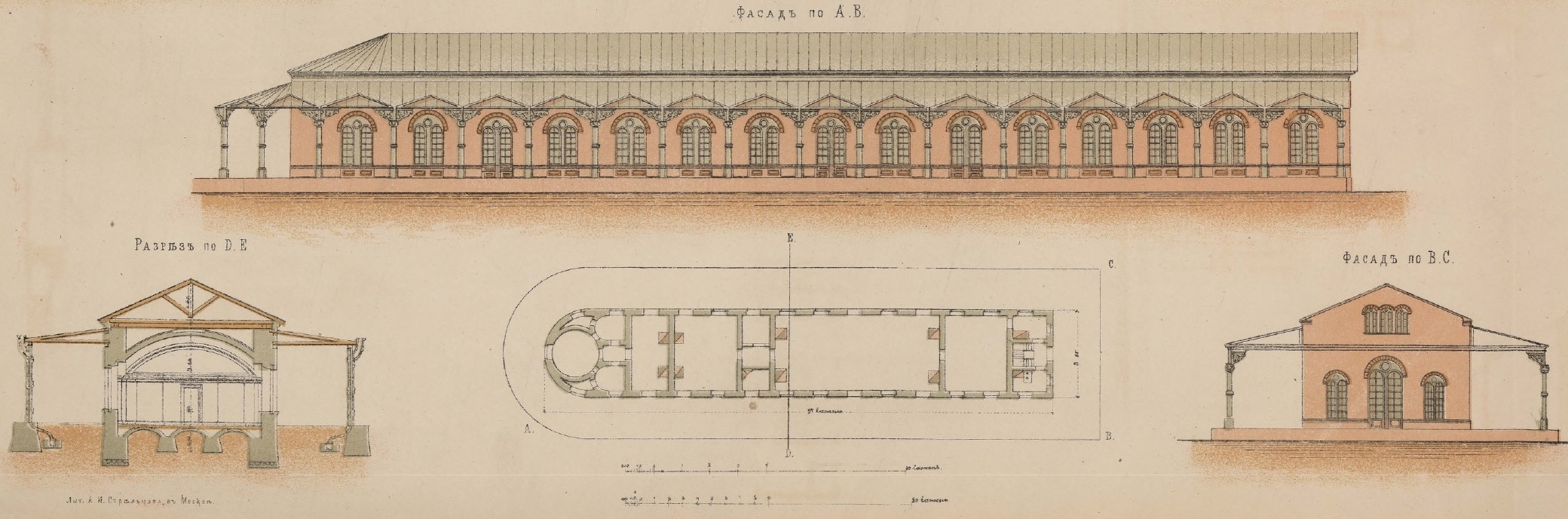
Чертёж вокзала 1851 года постройки

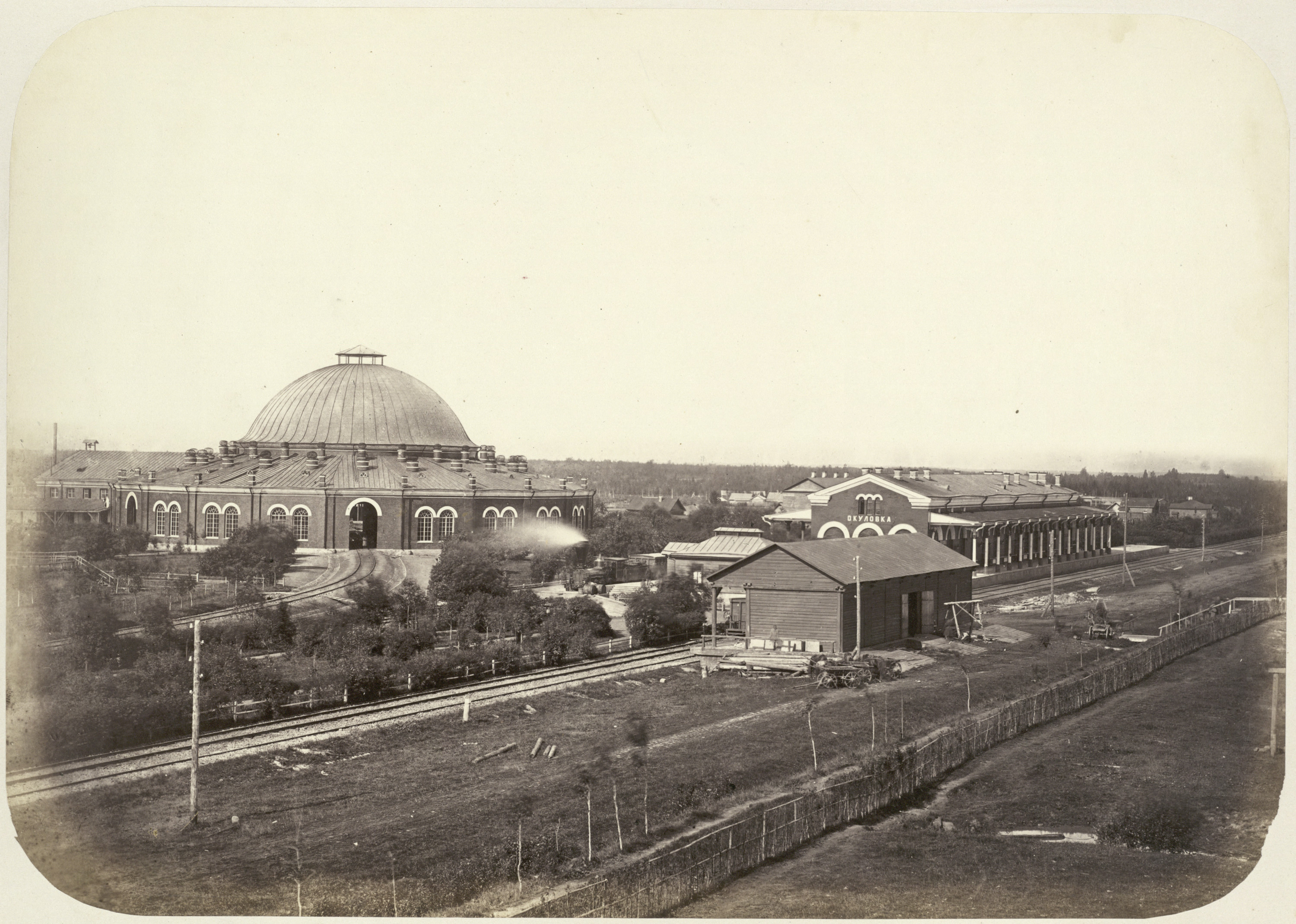
Локомотивное депо и вокзал. 1860-е

- Стогова Валентина Александровна (2001—2005)
- Петрова Елена Анатольевна (с 2005)

Помощники начальника станции:
- Леонтьев Всеволод Владимирович (31.12.1863 — 08.09.1869)[13]